# Gormaz
Gormaz è un comune spagnolo di 19 abitanti situato nella comunità autonoma di Castiglia e León posto su un colle all'altitudine di 1000 metri s.l.m. da cui si domina la valle del Duero.
È un piccolo paese attorno alle rovine di un grandioso castello la cui economia è basata sull'agricoltura, l'allevamento degli ovini.

## Storia
La prima presenza umana nella zona risale all'Età del bronzo e i primi insediamenti stabili furono di popoli Celtiberi, liguri e vasconi. Il nome, secondo gli studiosi, deriva dal vocabolo di lingua ligure borm e questo da Bormaules dio delle fonti termali. Poco distanti da Gormaz sono infatti le importanti fonti termali Fontes Grandes. Il toponimo preromano fu Vormatio.
I Romani vi si stabilirono nel IV secolo a.C. epoca a cui risale la grande necroli romana nei paraggi del paese con circa 1200 tombe. Sulle pendici del colle si trovano i resti di un campo militare celtico e resti romani e visigotici. Ai Visigoti succedettero gli Arabi. L'avanzata araba in Spagna iniziata subito dopo lo sbarco nel 711 a Gibilterra e sviluppatasi rapidamente si fermò alla valle del Duero e i borghi sulle sue rive furono oggetto di continue lotte fra i re Cristiani e i Musulmani passando più volte di mano. Questa sorte toccò al villaggio di Gormaz che si era formato attorno al piccolo castello costruito nel IX secolo dagli Arabi alla sommità del colle. Nel 912 i Cristiani conquistarono il castello e lo ampliarono. Riconquistato dai Musulmani, il generale arabo Galib, all'epoca del califfato di Al Hakam II ne ordinò la ricostruzione e l'ampliamento che avvenne negli anni 955-966, facendolo diventare la più imponente costruzione fortificata europea del X secolo con un perimetro di 1200 metri di spesse mura 28 torri. Nel Cantar de mio Cid (poema epico spagnolo del XII secolo firmato da un certo Per Abbat, ma resta dubbio se questo nome sia quello dell'autore o del copista) viene citato Gormaz come castiello tan fuort e in questo castello Debussy nella sua opera giovanile Rodriguez et Chimene   fa avvenire gli amori di Chimene, figlia di Gomez di Gormaz.

Nel X secolo con Osma e San Esteban de Gormaz fu uno dei tre paesi della Hermandad de las Tres Casas, la più antica istituzione spagnola di questo tipo ed anche la più duratura perché continuò ad esisstere fino alla metà del XIX secolo quando ci fu il riordino amministrativo della Spagna.  Alla fine del X secolo fu conquistato da García Fernández, ma la conquista definitiva del castello, dopo alterne vicende, fu nel 1060, ad opera di Ferdinando I di León che creò la contea di Gormaz. Rodrigo Diaz de Vivar, mitico eroe della Reconquista detto El Cid Campeador fu signore di Gormaz dal 1087 e risale a quest'epoca il formarsi del paese anche ai piedi del colle e la sua assunzione a capoluogo della comarca della Villa y Tierra de Gormaz formata da 11 località.
Oltre al Cid furono signori di Gormaz doña Berenguera, Juan Hurtado de Randoza e i marchesi di Camarasa. Con la definitiva cacciata degli Arabi e la riunificazione dei regni di Spagna terminò del tutto l'importanza strategica militare di Gormaz che seguì le vicende della Castiglia e non ebbe più alcun rilievo nella storia di Spagna, ebbe anche un calo demografico a causa dell'emigrazione, delle carestie e delle eoidemie che si succedettero nei secoli successivi.

## Monumenti e luoghi d'interesse

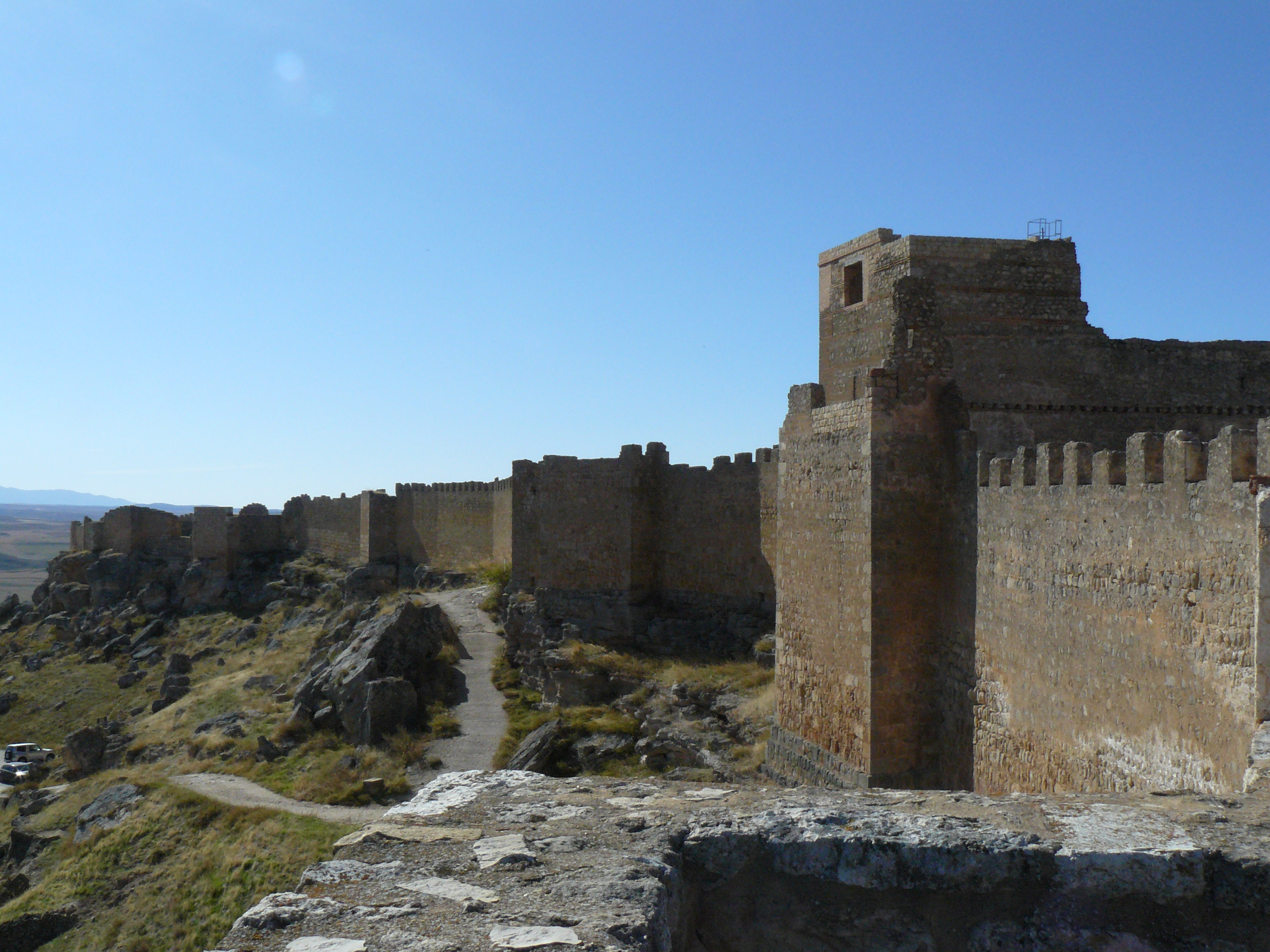
Castillo de Gordaz

- Castillo del grandioso castello che domina la valle con la sua cinta muraria rinforzata da 28 torri, due porte califfali, due porte secondarie, una cisterna per l'acqua scavata nella roccia, si hanno oggi delle rovine e dei resti di edifici.

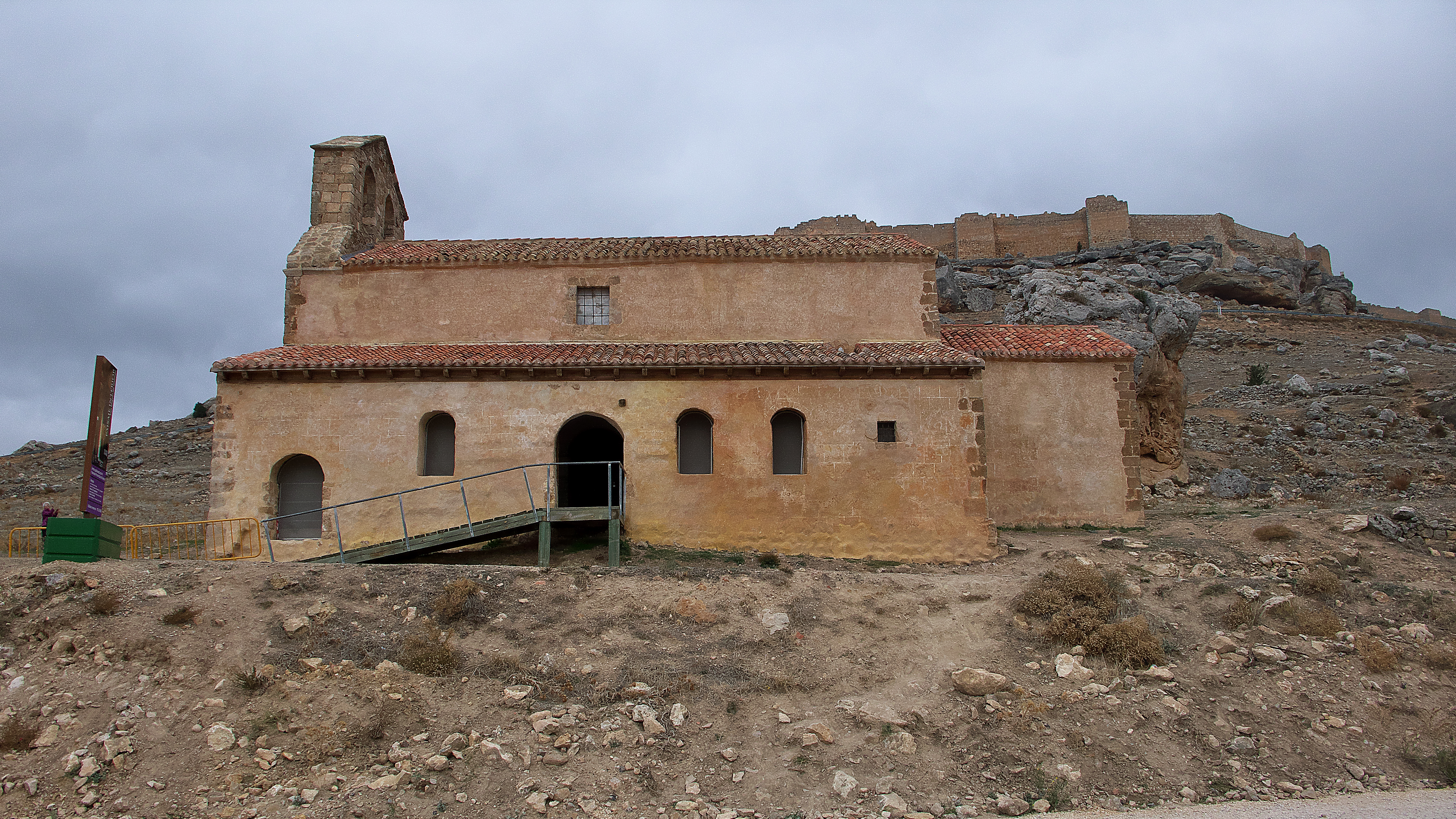
Ermita de San Miguel

- Ermita de San Miguel già antica chiesa del VII secolo dichiarata monumento nazionale sulle cui pareti interne si trovano pitture medievali recentemente riscoperte.
- Puente romano a 18 arcate, modificato dagli Arabi e restaurato nel 1864.

## Dintorni
A 10 km si trova San Esteban de Gormaz, antica cittadella con chiese romaniche.
A 13,5 km El Burgo de Osma, piccolo affascinante villaggio della valle del Duero.